# Spark Racing Technology
A Spark Racing Technology (SRT) é um fabricante voltada ao setor automobilístico fundada pelo engenheiro francês Frédéric Vasseur em outubro de 2012 para desenvolver sistemas de propulsão híbridos e elétricos, após a criação da Fórmula E, o novo campeonato da FIA para carros elétricos.